# Marcus Epps
Roderick Marcus Epps (Jackson, 16 gennaio 1995) è un calciatore statunitense, attaccante del Lexington.

## Caratteristiche tecniche
È un'ala destra.

## Carriera
Ha esordito in MLS il 28 maggio 2017 con la maglia del Philadelphia Union in occasione dell'incontro perso 1-0 contro lo Real Salt Lake.